# آندرانامبولاوا
آندرانامبولاوا (به لاتین: Andranambolava) یک منطقهٔ مسکونی در ماداگاسکار است که در مننجری واقع شده‌است. آندرانامبولاوا ۱۰٬۰۰۰ نفر جمعیت دارد و ۴۴ متر بالاتر از سطح دریا واقع شده‌است.